# Инициатива по безопасности в борьбе с распространением оружия массового уничтожения
Инициатива по безопасности в борьбе с распространением оружия массового уничтожения, ИБОР-ОМУ — международная программа, инициированная президентом США Джорджем Бушем в мае 2003 года с целью усилить контроль над оборотом технологий, связанных с оружием массового уничтожения. По состоянию на июнь 2009 года в ИБОР входили 95 государств. Среди неподписантов — Китай и Иран, а также многие другие страны.
Поводом к созданию ИБОР стал противоречивый инцидент с пятнадцатью северокорейскими ракетами Р-11, захваченными в декабре 2002 года на борту корабля, следовавшего из Кореи в Йемен. Судно было захвачено силами ВМС Испании, но на следующий день по решению США было отпущено, поскольку международное право не позволяло конфисковать ракеты, а власти КНДР расценили действия Испании как пиратство. Джордж Буш объявил об ИБОР 31 мая 2003 года в Кракове.
Страны, поставившие свои подписи под ИБОР, обязываются следить, чтобы корабли под их флагами, а также под флагами других стран-участниц не использовались для перевозки оружия массового поражения и технологий, которые могут быть использованы для его создания. Россия присоединилась к ИБОР 31 мая 2004 года.
В то же время, ИБОР противоречит международному праву. Статья 23 Конвенции ООН по морскому праву 1982 года гласит, что суда под любым флагом, перевозящие ядерные или другие опасные материалы, имеют право на свободный и безопасный проход через любые территориальные воды при наличии соответствующих документов.